# Sausalito
Sausalito és una població dels Estats Units a l'estat de Califòrnia. Segons el cens del 2000 tenia 7.330 habitants.

## Demografia
Segons el cens del 2000, Sausalito tenia 7.330 habitants, 4.254 habitatges, i 1.663 famílies. La densitat de població era de 1.489,5 habitants/km².
Dels 4.254 habitatges en un 8,8% hi vivien nens de menys de 18 anys, en un 33,9% hi vivien parelles casades, en un 3,5% dones solteres, i en un 60,9% no eren unitats familiars. En el 45,7% dels habitatges hi vivien persones soles el 7,8% de les quals corresponia a persones de 65 anys o més que vivien soles. El nombre mitjà de persones vivint en cada habitatge era d'1,72 i el nombre mitjà de persones que vivien en cada família era de 2,34.
Per edats la població es repartia de la següent manera: un 7,4% tenia menys de 18 anys, un 2,4% entre 18 i 24, un 39,5% entre 25 i 44, un 38,5% de 45 a 60 i un 12,3% 65 anys o més.
L'edat mitjana era de 45 anys. Per cada 100 dones de 18 o més anys hi havia 93,8 homes.
La renda mitjana per habitatge era de 87.469 $ i la renda mitjana per família de 123.467 $. Els homes tenien una renda mitjana de 90.680 $ mentre que les dones 56.576 $. La renda per capita de la població era de 81.040 $. Entorn del 2% de les famílies i el 5,1% de la població estaven per davall del llindar de pobresa.

## Poblacions més properes
El següent diagrama mostra les poblacions més properes.